# Crisis de julio

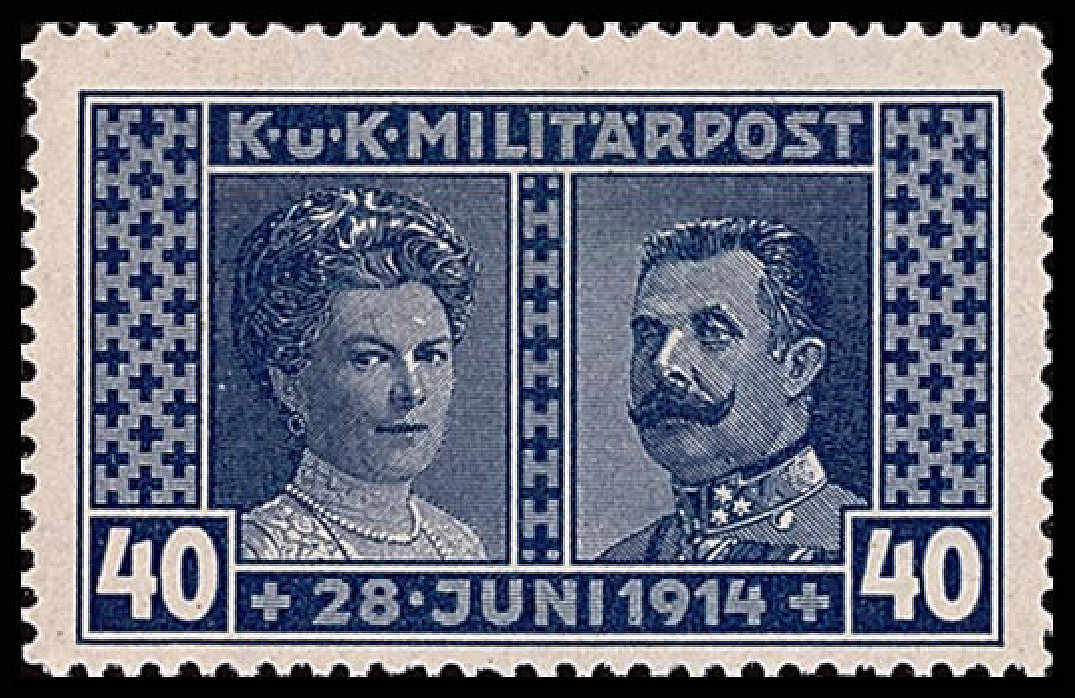
Francisco Fernando de Habsburgo, heredero al trono de Austria-Hungría y su esposa, la condesa Sofía Chotek. Estampilla militar de 40 centavos de 1917.

La crisis de Sarajevo o crisis de julio fue una crisis diplomática que tuvo lugar entre el 28 de junio y el 6 de agosto de 1914 con el atentado de Sarajevo en el que fueron asesinados el archiduque Francisco Fernando, heredero al trono de Austria-Hungría, y su esposa. Al no poder resolverse pacíficamente, llevó a la Primera Guerra Mundial.
Las grandes potencias europeas no pudieron o no quisieron apaciguar a Austria-Hungría, por lo que el sistema de alianzas entre ellas (la Triple Alianza y la Triple Entente) comenzó a funcionar. Alemania declaró la guerra a Francia e invadió a la neutral Bélgica el 3 de agosto, iniciando la guerra en el frente occidental. Esto sirvió para que fuera cargada toda la responsabilidad de la guerra a Alemania de forma interesada al momento de dictar el Tratado de Versalles por haber sido esta la única potencia derrotada que había quedado en condiciones de pagar.
La diplomacia de la época se había cerrado en torno al sistema diseñado entre 1860 y 1890 por el canciller alemán Otto von Bismarck. Este sistema se basó en alianzas que por un lado aislaran a la Tercera República Francesa e impidieran el revanchismo francés (por su derrota en la Guerra franco-prusiana) y por otro alejaran la posibilidad de una guerra en dos frentes para Alemania, procurando que un conflicto con Francia quedara reducido a la frontera franco-alemana.
Este sistema demostró su fracaso debido a las alianzas que forjó Francia con el Reino Unido y Rusia, mientras que tras el cese de Bismarck como canciller en 1890, el nuevo emperador germano Guillermo II prefirió asentar la alianza con Austria-Hungría dejando de lado a Rusia, desactivando así la Liga de los Tres Emperadores alentada por Bismarck. Este juego de alianzas mutuamente hostiles acabó convirtiendo a Europa en una bomba de tiempo desde los inicios de la belle époque. Al final, la diplomacia no fue suficiente para evitar la movilización de los ejércitos, que una vez comenzada, difícilmente podía dar marcha atrás.
| Cronología - 28 de junio: Atentado de Sarajevo - 5 de julio: Alemania promete a Austria-Hungría cumplir con su alianza en caso de guerra - 9 de julio: La policía austro-húngara descubre indicios de que Serbia estuvo implicada en el atentado - 20 a 23 de julio: Visita del gobierno francés a San Petersburgo - 23 de julio: Ultimátum austro-húngaro a Serbia - 25 de julio: Serbia acepta solo algunas condiciones del ultimátum - 25 de julio: Movilización parcial de Austria-Hungría - 28 de julio: Declaración de guerra de Austria-Hungría a Serbia - 29 de julio: Movilización parcial de Rusia, por la invasión de Serbia - 30 de julio: Movilización general de Rusia - 31 de julio: Movilización general de Austria-Hungría - 31 de julio: Ultimátum alemán a Rusia, para detener su movilización - 31 de julio: Ultimátum alemán a Francia, para que se declare neutral - 1 de agosto: Movilización general y declaración de guerra de Alemania a Rusia - 1 de agosto: Movilización general de Francia, aliada de Rusia - 2 de agosto: Ocupación alemana de Luxemburgo - 2 de agosto: Ultimátum alemán a Bélgica, para adquirir acceso militar - 3 de agosto: Declaración de guerra de Alemania a Francia - 3 de agosto: Bélgica rechaza el ultimátum alemán - 3 de agosto: Tropas alemanas invaden Bélgica - 4 de agosto: Gran Bretaña declara la guerra a Alemania, por la invasión de Bélgica - 6 de agosto: Declaración de guerra de Austria-Hungría a Rusia |

Situación oficial de las alianzas militares durante la crisis de julio.

## El atentado de Sarajevo: 28 de junio
El día 28 de junio de 1914 moría a tiros en Sarajevo el archiduque Francisco Fernando de Austria, heredero del trono del Imperio austrohúngaro y sobrino del ya anciano emperador Francisco José de Austria, muriendo también en el ataque su esposa: la aristócrata de origen checo Sofía Chotek. Pronto fue arrestado por la policía austriaca el autor de los disparos mortales: el bosnio Gavrilo Princip, junto con varios de sus cómplices. La muerte de Francisco Fernando terminó de complicar las ya difíciles relaciones entre Austria-Hungría y su pequeño vecino eslavo y meridional: Serbia.
La detención de Gavrilo Princip, integrante de una organización revolucionaria llamada Joven Bosnia, y las posteriores investigaciones de la policía austrohúngara revelaron una amplia conspiración patrocinada por altos jefes militares y políticos de Serbia que entregaron a los asesinos bombas, revólveres y dinero para ejecutar un plan ya bastante elaborado: asesinar al archiduque Francisco Fernando de Austria. 
Tales informaciones alentaron a los líderes políticos y militares de Austria-Hungría a «solucionar el problema serbio» mediante una reacción bélica inmediata, siendo partidarios de la «solución militar» el general Franz Conrad von Hötzendorf, jefe de Estado Mayor del ejército austrohúngaro, y el conde Leopold Berchtold, ministro imperial de Asuntos Exteriores, quienes hicieron valer sus influencias y convencieron a Francisco José I de Austria sobre la viabilidad de un ataque militar contra Serbia. Del mismo modo el primer ministro de Austria, conde Karl von Stürgkh, apoyaba la idea de una intervención del Imperial y Real Ejército contra Serbia, aunque el primer ministro del Reino de Hungría, el conde Esteban Tisza, aún era reacio a esta opción. No obstante, tal decisión de atacar a los serbios preocupaba a los líderes austrohúngaros en tanto todos conocían la alianza de Serbia con el Imperio ruso, por lo cual en Viena se consideraba necesario conseguir primero el apoyo del Imperio alemán para respaldar políticamente el ataque a Serbia y evitar mediante la diplomacia que el gobierno ruso auxiliara a sus aliados de los Balcanes o declarase la guerra a Austria-Hungría.

## La «Misión Hoyos» y el «cheque en blanco» alemán: 5 y 6 de julio
La indecisión en Viena surgía por ser conscientes Berchtold y Hötzendorf que el juego de alianzas en Europa (la Triple Alianza contra la Triple Entente) podría generar una guerra a escala europea, siendo que se esperaba gestiones diplomáticas para evitarlo y así las grandes potencias dejaran que los austrohúngaros atacasen Serbia sin interferencias. Así, Austria-Hungría deseaba el respaldo de Alemania a sus acciones, pero que también la diplomacia de ambas potencias evitara una intervención militar de Rusia. De hecho, tanto en Viena como en Berlín se sabía que una intervención rusa en favor de Serbia implicaba que inmediatamente Francia, como aliada de Rusia, interviniera en la lucha. Otro escenario preocupante para Alemania era que en apoyo de Francia participase Gran Bretaña en la probable contienda, siendo así necesario para los diplomáticos alemanes evitar a toda costa la intervención británica y procurar la neutralidad del gobierno de Londres.
Ya el 5 de julio, Berchtold había enviado al embajador László Szőgyény a Potsdam para recoger allí las opiniones personales del emperador alemán Guillermo II, tras esta reunión las impresiones remitidas por Szőgyény a Viena indicaban que el monarca alemán apoyaría sinceramente a Austria-Hungría pero que «si nosotros (Austria-Hungría) planeábamos una intervención militar contra Serbia, sería lamentable no aprovechar el momento actual, que es tan favorable», al día siguiente Guillermo II partía a Kiel en un ostensible viaje de vacaciones hacia los fiordos de Noruega, para aliviar la tensión política.

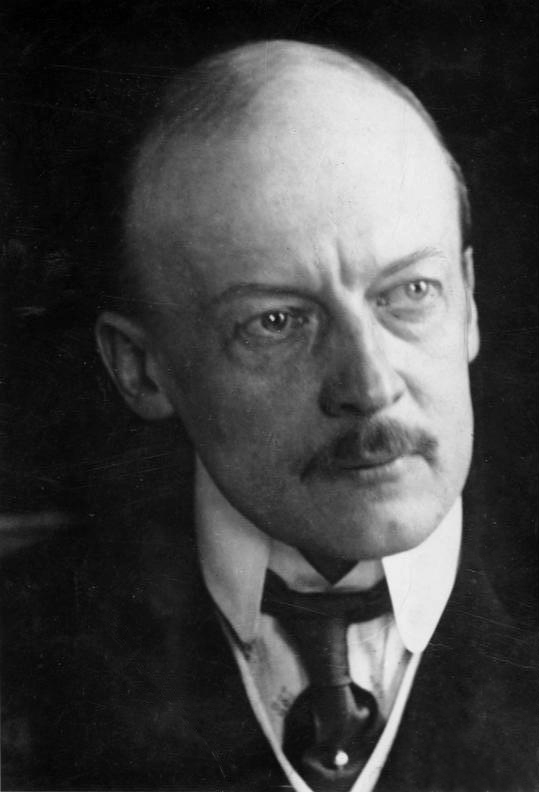
Conde Leopold von Berchtold, ministro de Asuntos Exteriores de Austria-Hungría.

Ante esta situación, el gobierno austrohúngaro dispuso enviar un «representante especial» a Berlín, el conde Alexander von Hoyos, para interceder personalmente ante el canciller alemán Bethmann-Hollweg como enviado del emperador Francisco José. El 5 y 6 de julio, el general Erich von Falkenhayn y otros altos mandos militares del Reichsheer apoyaron al káiser Wilhelm II y al canciller Bethmann-Hollweg para dar al embajador del Imperio austrohúngaro y al enviado especial de Franz Joseph I, Alexander Hoyos, la tranquilidad de que Alemania, en virtud de lo pactado en la Triple Alianza, «apoyaría sin reserva» las acciones que el Imperio austrohúngaro sostuviese contra Serbia, aunque Bethmann-Hollweg se abstuvo de fijar algún límite a tales «acciones» descritas por Austria. Ese mismo día el embajador László Szőgyény y el conde Hoyos se reunían con Bethmann-Hollweg y con el embajador alemán Arthur Zimmermann para comunicar oficialmente el «cheque en blanco» de Alemania para Austria-Hungría.
La necesidad de justificar una agresión austriaca como represalia debería tener un buen sustento ante la opinión pública europea, con el fin de poner al Imperio ruso en una situación embarazosa donde no hubiera base para defender en modo alguno a Serbia, siendo que en la reunión del Consejo Imperial austríaco se alcanzó esta posición sugerida por el conde Esteban Tisza, quien rechazaba lanzar un simple ataque inmotivado contra una débil Serbia y urgía la búsqueda de un pretexto. 
Al día siguiente, Berchtold consiguió la aprobación del emperador Francisco José para redactar un ultimátum a Serbia con el cual se pretendía humillar al pequeño reino y dar motivos a la intervención militar; de hecho el ultimátum debería quedar proyectado con condiciones tan humillantes que la corte de Belgrado jamás pudiera aceptarlas bajo riesgo de afrontar una revuelta interna, siendo que el rechazo serbio daba a Austria-Hungría una «excusa» para atacar a Serbia.

## Reacción rusa
Por otro lado, desde el 10 de julio se realizaban reuniones de alto nivel en San Petersburgo donde los jefes militares y navales de Rusia aseguraban al gobierno del zar Nicolás II que el país no estaba preparado para una guerra a gran escala contra Austria-Hungría, y menos todavía contra Alemania, lo cual hacía muy difícil a Rusia sostener con hechos sus promesas de ayuda a Serbia. 
Si bien durante la gestión de los ministros Serguéi Witte y Piotr Stolypin (muerto en 1911) se había logrado un gran crecimiento económico en Rusia, la aristocracia zarista no olvidaba las gravísimas convulsiones políticas de 1905, causadas en parte por la derrota bélica contra Japón, lo cual desalentaba a Nicolás II de involucrar a Rusia en una guerra exterior. Si bien la alianza con Francia era un factor a favor de la corte rusa, sería necesario que Rusia resistiera un ataque doble austro-alemán hasta que la contienda implicara a toda Europa. Para fortalecer ante la opinión pública la alianza, se pactó una visita oficial del presidente francés Raymond Poincaré y de su primer ministro René Viviani a San Petersburgo del 20 al 23 de julio.

## Elaboración del «ultimátum»
Tras el «cheque en blanco» alemán, Bethmann-Hollweg podía contar con el apoyo del emperador Guillermo II. Ante ello se instruyó al embajador alemán en Viena, el conde Heinrich von Tschirschky, para que «estimulara» el belicismo austrohúngaro, siendo apoyado en tal labor por el ministro alemán de Asuntos exteriores, Gottlieb von Jagow. Invocando el apoyo alemán ya expresado por von Tschirschky y von Jagow, Berchtold logró el 14 de julio que el conde Tisza (quien aún rehusaba la guerra pues ello implicaba involucrar a Rusia en una lucha a gran escala) finalmente admitiera en nombre del Reino de Hungría entrar en guerra contra Serbia; en este caso el conde Tisza fundamentó su cambio de opinión en el temor a que por causa de las reticencias austrohúngaras Alemania disolviera la Doble Alianza de los dos imperios, vigentes desde 1879.
Pese a ello, ya el 12 de julio el ministro austriaco Berchtold había mostrado al embajador von Tschirschky el modelo del ultimátum a ser presentado a Serbia, donde efectivamente las cláusulas eran lo bastante duras y humillantes como para asegurar un rechazo serbio. No obstante, Berchtold advirtió a von Tschirschky que el ultimátum sería remitido a Belgrado de modo sorpresivo y solo después que culminara la visita oficial a Rusia del presidente francés Raymond Poincaré, para tomar por sorpresa a los dos mayores aliados de Serbia. Inicialmente el emperador Guillermo II mostró pesar por la demora, pero luego ese tiempo fue aprovechado en preparar a Alemania para las primeras medidas de guerra, mientras que la diplomacia alemana buscaría que las «dificultades bilaterales entre» Austria-Hungría y Serbia no involucraran más países.

## Ultimátum austriaco a Serbia: 23 de julio

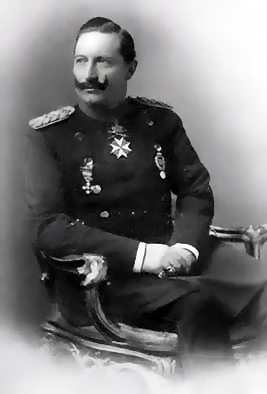
Guillermo II, emperador de Alemania.

Hasta entonces, los contactos diplomáticos entre Alemania y Austria-Hungría se hacían de manera muy secreta y la diplomacia alemana declaraba públicamente que «desconocía las intenciones de Austria-Hungría respecto a esta crisis» pero que también todo intento de detener por la fuerza a Austria-Hungría en sus planes tendría «consecuencias incalculables», lo cual fue especialmente destacado por las embajadas alemanas en París, Londres, y San Petersburgo. De hecho el plan inicial austro-húngaro expresaba que desde Viena se quería «reducir a Serbia» (Serbien verkleinern, según afirma Francisco José I en una carta a Guillermo II) anulando para siempre su influencia sobre los Balcanes. Para esta fecha algunos jefes militares austro-húngaros consideraron la crisis como una gran oportunidad para destruir militarmente a Serbia e impedir toda posterior injerencia serbia en los asuntos de Bosnia, logrando además afianzar «para siempre» el poder de los Habsburgo sobre los Balcanes, al punto que políticos y militares en Austria-Hungría consideraron a la crisis como un «regalo del dios Marte». 
Repentinamente, este punto de vista de Viena irritó al gobierno de Berlín, ya que el emperador Guillermo II quería que el conflicto de los Habsburgo con Serbia se mantuviese localizado en los Balcanes sin la intervención militar de las grandes potencias. Según la opinión del káiser alemán y de su canciller Bethmann-Hollweg, era de esperar que Rusia saldría en defensa de los serbios en caso de guerra y ello arrastraría automáticamente a Francia y Gran Bretaña al conflicto, situación que no era conveniente para Alemania, quien en esos momentos deseaba evitar una lucha generalizada a escala continental entre la Triple Alianza y la Triple Entente. 
Los jefes militares alemanes como el general Helmuth Johannes Ludwig von Moltke consideraban, por el contrario, que Alemania no tenía motivos para evitar una «guerra general europea» al estar -en los económico y militar- mucho mejor preparada que Francia o Rusia para un conflicto bélico a gran escala. Además la alianza con Alemania daba a Austria-Hungría respaldo suficiente como para considerar la negativa serbia como casus belli.
El 22 de julio el embajador conde von Tschirschky, sugirió al ministro Berchtold que el ultimátum de Austria-Hungría fuera aplazado unas horas del 23 de julio, para que el texto sea conocido en Belgrado mientras el presidente francés Poincaré aún se hallaba en alta mar volviendo de San Petersburgo, lo cual paralizaría por unos días la reacción oficial de Francia. Así, el ultimátum austriaco fue entregado al gobierno serbio el jueves 23 de julio a las 17 horas de Belgrado, para ser respondido en un plazo máximo de 48 horas.
Los términos del ultimátum eran muy duros al punto que comprometían la soberanía nacional serbia, exigiendo que el Gobierno serbio cumpliera una serie de difíciles condiciones entre las cuales destacaban: 1) disolviera la organización Mano Negra, 2) expulsara de su ejército y administración a oficiales y funcionarios considerados «elementos antiaustriacos», 3) condenase públicamente las actividades de serbios contrarias a los Habsburgo, 4) persiguiese activamente a organizaciones serbias consideradas «antiaustriacas», e inclusive admitiera 5) que la investigación del crimen en suelo serbio quedase en manos de la policía austriaca y no de agentes locales, lo cual era agraviante a la propia soberanía de Serbia.

## Serbia recurre a Rusia

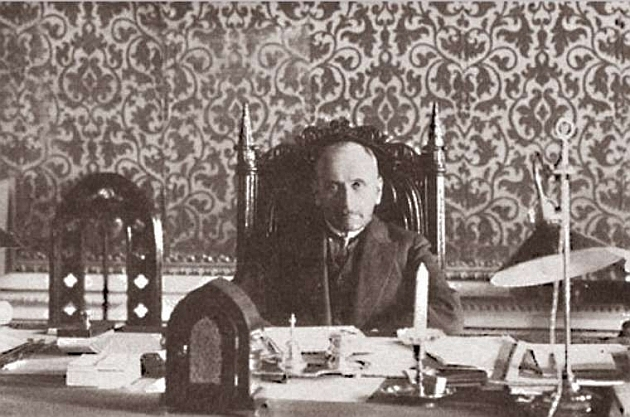
Serguéi Sazónov, ministro de Asuntos Exteriores del Imperio ruso.

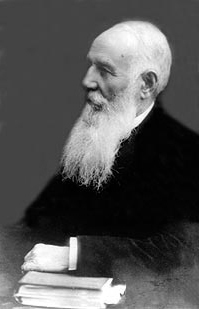
Nikola Pašic, primer ministro de Serbia

La reacción inicial serbia fue de temor, y en la misma noche del 23 de julio el primer ministro serbio Nikola Pašić y el príncipe regente Alejandro de Serbia pidieron auxilio a Rusia, visitando incluso el príncipe a la embajada rusa en Belgrado. De inmediato el ministro ruso de Asuntos Exteriores, Sergéi Sazónov, declaró que Rusia no estaba en condiciones de enfrentarse militarmente con Austria-Hungría, siendo que en una reunión urgente en la mañana del viernes 24 de julio, Sazónov logró imponer sus puntos de vista al zar Nicolás II con ayuda del general Vladimir Sujomlinov y del almirante Iván Grigorovich, quienes reiteraron al zar que las fuerzas armadas rusas no estaban preparadas en modo alguno para una guerra generalizada en Europa «al menos hasta 1916». 
Ante ello, el propio zar Nicolás II sugirió al príncipe Alejandro aceptar algunos términos del ultimátum mientras la diplomacia rusa y francesa lucharían para que la corte de Viena cambiara de opinión, de hecho, el mismo día Sazónov se comunicaba con los gobiernos de Francia, Alemania y Gran Bretaña para persuadir a Austria-Hungría de alargar el plazo para responder al ultimátum. 
Considerando la respuesta de Rusia, tanto Pašić como el príncipe Alejandro admitieron a lo largo del día viernes 24 de julio que se verían obligados a atender el ultimátum austriaco casi en su totalidad, rechazando sólo las cláusulas donde se imponía policías austrohúngaros para investigar en Serbia el asesinato del archiduque Francisco Fernando. Si bien los términos del ultimátum comprometían la propia soberanía serbia (especialmente en lo referido a una «purga» de militares y funcionarios serbios, donde el sentimiento antiaustríaco era fuerte), los líderes serbios no veían forma de oponerse a ello en tanto el Imperio ruso no aseguraba apoyo militar contra una agresión de Austria-Hungría.
La noticia del ultimátum austriaco causó gran impresión en Francia, aunque precisamente debido a que el presidente Poincaré no llegaba aún a París era inviable una respuesta oficial. En Gran Bretaña las cosas fueron distintas, pues ya en la tarde del jueves 23 se pronunció el ministro de Asuntos Exteriores, sir Edward Grey, quien solicitó a Rusia ejercer su influencia sobre Serbia para aceptar los términos menos humillantes del ultimátum pero también requirió a su par alemán, von Jagow, que el Imperio alemán contuviera a Austria-Hungría y use su influencia en la corte de Viena para evitar una intervención militar. Además, Grey advirtió al príncipe Max Lichnowsky, embajador alemán en Londres, sobre el riesgo de una «guerra de a cuatro» en Europa, cuestión que concordaba con las opiniones del primer ministro británico Herbert Henry Asquith, quien consideraba al ultimátum austrohúngaro como «documento malvado y humillante».
En San Petersburgo, Sazónov aceptó las propuestas de sir Edward Grey sobre una conferencia de paz, mientras Bethmann-Hollweg ordenaba al embajador alemán, Lichnowsky, de insistir ante el gobierno británico que «Alemania desconocía las intenciones de Austria-Hungría» y que «Alemania no intervendría en asuntos bilaterales austro-serbios». Mientras tanto, el 23 de julio el emperador alemán Guillermo II volvía de sus vacaciones veraniegas en los fiordos de Noruega y quedó muy preocupado al conocer el desarrollo de los acontecimientos y el manejo de la crisis que había realizado Bethmann-Hollweg.
Al darse cuenta Guillermo II que Rusia no pensaba abandonar a su suerte a la débil Serbia, cambió de ideas sobre el "cheque en blanco" a Austria-Hungría e intentó salvar la paz hasta el último momento, incluso proponiendo la mediación de las grandes potencias en un «congreso internacional» para la crisis de los Balcanes, y comunicándose por telégrafo con el zar Nicolás II para instarle a no intervenir en «la crisis austro-serbia» bajo riesgo de causar una guerra generalizada. Las iniciativas moderadoras de Guillermo II a partir de esta fecha fueron obstaculizadas y distorsionadas por el canciller Bethmann-Hollweg, que había sido convencido por los sectores a favor de la guerra dentro del gobierno alemán de que la crisis era la oportunidad perfecta para llevarla a cabo, estando convencidos los altos mandos del Reichsheer alemán y de la Kaiserliche Marine que era perfectamente posible sostener la lucha en dos frentes contra rusos y franceses. 

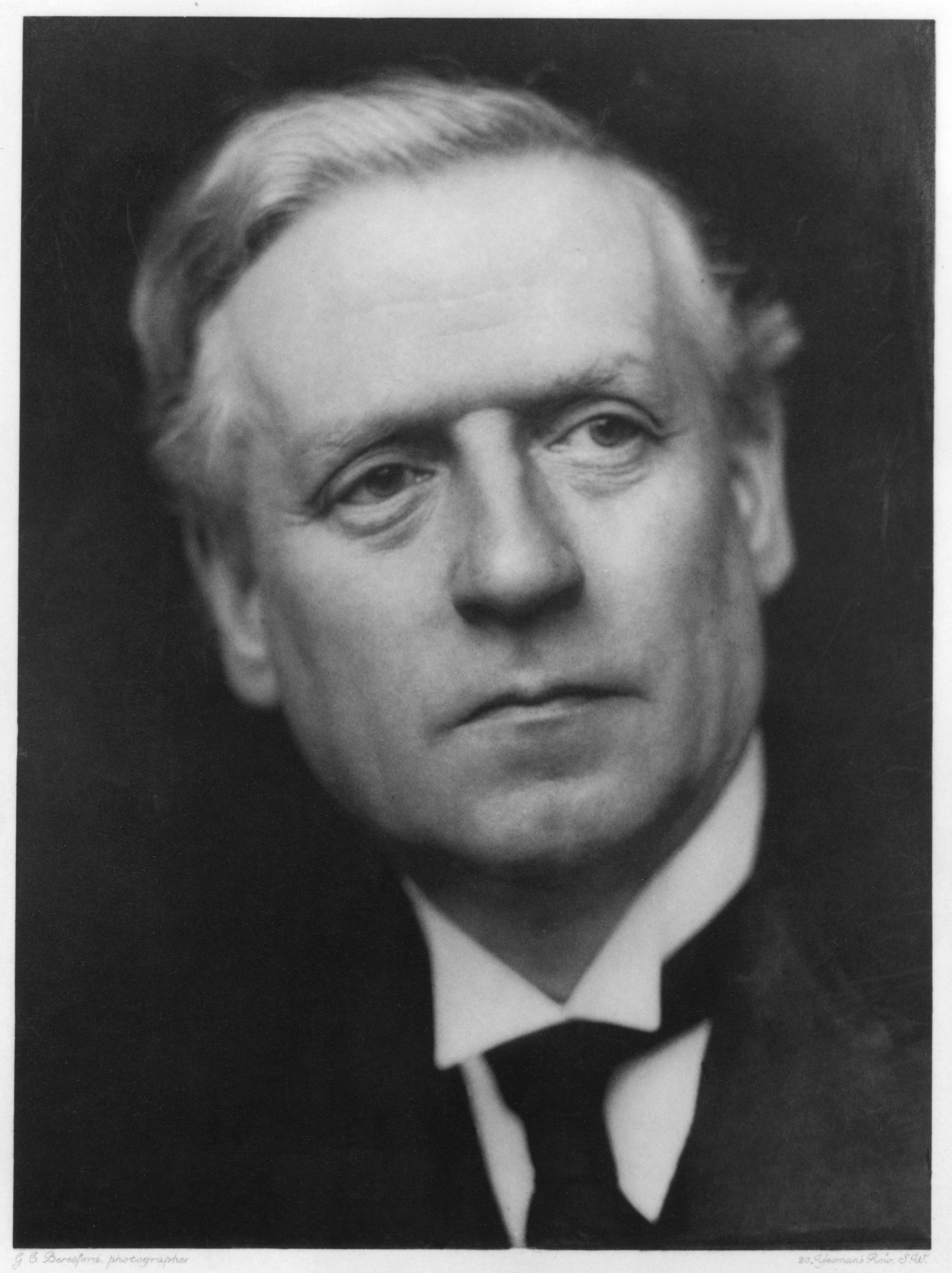
Herbert Henry Asquith, primer ministro británico.

En paralelo, desde el día 24 de julio el primer ministro británico Asquith sugirió que si Austria-Hungría se embarcaba en una operación militar, al menos redujera ésta a una simple ocupación transitoria de Belgrado y no implicase una destrucción del reino de Serbia, comprendiendo que ya existía un grave riesgo de hacer entrar a Rusia en una guerra a gran escala. La propuesta británica de una «conferencia de paz» inmediata ya había sido apoyada por la corte de Rusia el 24 de julio, aunque Francia no había emitido opinión alguna al respecto (el presidente francés Poincaré aún no volvía a París), pero ese mismo día el gobierno alemán, por medio del embajador Lichnowsky, rechazaba la propuesta británica e insistía en que se dejase a serbios y austrohúngaros «resolver solos sus problemas bilaterales», posición que la corte de Viena también indicaba al gobierno de Londres. Tal posición causó muy mala impresión en sir Edward Grey y en Asquith, quedando este último convencido de que «tal posición sólo es entendible si Alemania desease una guerra» e inclinó más a Gran Bretaña a cumplir sus pactos de alianza con Rusia y Francia en caso de una guerra europea.

## Respuesta serbia y propuesta británica
Al no surtir efecto las presiones ruso-británicas, en la tarde del día sábado 25 de julio el gobierno serbio respondió el ultimátum austrohúngaro y aceptó todas las exigencias, excepto la de llamar policías austriacos para investigaciones criminales en suelo serbio. La reacción en Alemania fue de sorpresa pero luego de alegría en tanto Bethmann-Hollweg y von Jagow consideraron «cumplido» el requisito necesario para que Austria-Hungría declare la guerra. En efecto, tras nuevas consultas entre Viena y Berlín, se dispuso el lunes 27 de julio la movilización militar del ejército austrohúngaro. 
Esa misma mañana, tras consultas con las embajadas británicas en París y San Petersburgo, Edward Grey abandonó toda reserva de confianza frente a Alemania, y advirtió al embajador Lichnowsky que «si Austria-Hungría prosigue su ataque a Serbia y el Imperio alemán continúa apoyando a Austria-Hungría, Gran Bretaña cumplirá sus pactos y promesas con otras potencias», lo cual era una velada amenaza de guerra. 
Lichnowsky informó a Berlín y ello causó una nueva preocupación a Bethmann-Hollweg y a von Jagow: era necesario aceptar alguna propuesta de mediación británica para no aparecer como culpables de una guerra, pero en realidad era necesario asegurarse la neutralidad británica. Por su parte, el emperador Guillermo II empezaba a dudar de iniciar una guerra tras conocer de la propuesta británica y recibir un nuevo mensaje del zar Nicolás II pidiéndole «detener a Austria-Hungría» para evitar que Rusia apoye a Serbia, lo cual motivó al káiser alemán a adherirse a la propuesta británica de «detenerse en Belgrado» (Stop in Belgrade) con la cual Austria-Hungría ocupaba la capital serbia hasta asegurarse que el gobierno serbio cumpliese las condiciones del ultimátum; esto eliminaba la opción planeada por el mando militar austrohúngaro de "aplastar a Serbia" y conquistarla. 
Guillermo II, ya reacio a que estallase una gran guerra europea, decidió remitir la propuesta británica de Stop in Belgrade a Viena en la tarde del 27 de julio. En paralelo, el mismo día el Almirantazgo de la Royal Navy británica entraba en estado de «alerta menor» ante la amenaza de una guerra.
La reacción de Bethmann-Hollweg, de von Jagow, y de los jefes militares alemanes fue del todo contraria a Guillermo II, inclusive el general Erich von Falkenhayn dijo al emperador Guillermo que «la situación no estaba ya en manos del káiser», mientras la cancillería alemana ordenaba a sus diplomáticos en la capital austríaca seguir presionando a Berchtold y von Stürgkh por una guerra y mantener su apoyo sin condiciones a Austria-Hungría, demorando el envío del mensaje de Guillermo II a Viena.

## Declaración de guerra de Austria-Hungría a Serbia: 28 de julio
Así, el 28 de julio a las 11.49 horas, Austria-Hungría declaró la guerra al Reino de Serbia y movilizó sus tropas hacia la frontera común. La propuesta pacifista del káiser Guillermo II fue enviada por von Jagow después del mediodía a Viena, por lo cual ya no surtía efecto alguno. Gran Bretaña insistía aún en una conferencia de paz, pero no cabía esperar una respuesta favorable de Rusia; por su parte, Nicolás II enviaba un nuevo mensaje urgente a Guillermo II para «detener a su aliado austrohúngaro antes que sea demasiado tarde», pero era ya dudoso que los políticos y militares alemanes aceptaran detener a Austria-Hungría después de todo lo acontecido, más aún, el ministro alemán von Jagow ordenó al conde Tschirschky, aún en la embajada de Viena, «no dar la imagen de que estamos abandonando a Austria-Hungría». Esa misma tarde del 28 de julio el gobierno ruso dispuso una «movilización parcial» de tropas pero solo en las regiones vecinas a la frontera austrohúngara, lo cual fue invocado por los generales alemanes Moltke y Falkenhayn como «pretexto ideal» para que Alemania declare la guerra a Rusia. 
Al día siguiente, miércoles 29 de julio, von Jagow informó a diplomáticos rusos que la «movilización parcial» de Rusia obligaba a Alemania a rechazar toda amenaza contra sus aliados y que «los diplomáticos deben dejar hablar a los cañones». En similar sentido, Bethmann-Hollweg ofreció a los jefes militares alemanes que la movilización rusa hacía que «Rusia aparezca como potencia agresora» y ello facilitaba el inicio de la guerra. Esa misma noche, Bethmann-Hollweg informó a sir Edward Groschen, embajador británico en Berlín, que Alemania iría de todos modos a la guerra contra Rusia para honrar su alianza con Austria-Hungría, amenazando con atacar a Francia si ello era necesario. Poco después de que Groschen abandonara la reunión, Bethamnn-Hollweg recibía un mensaje urgente desde Londres donde sir Edward Grey insistía en una conferencia de cuatro potencias, pero que si Alemania entraba en guerra contra Francia, Gran Bretaña intervendría en apoyo de los franceses.
La respuesta de Grey alarmó a Bethmann-Hollweg y tornaba imposible mantener a Gran Bretaña (y su imperio) fuera de la lucha, así en el curso de la madrugada del jueves 30 de julio Bethmann-Hollweg empezó a presionar a Viena para que llegase a un acuerdo pacífico con Rusia. En la mañana siguiente, el ministro austriaco Berchtold informó a Berlín que ya estaba iniciada la operación bélica contra Serbia y era «muy tarde» para pedir la paz pero de todos modos se harían las consultas respectivas al consejo imperial de Viena para iniciar «conversaciones» con Rusia en tanto la guerra contra la Triple Entente era ya cosa segura y era claro el fracaso alemán de evitar la intervención británica.

## Las alianzas se activan: 30 de julio
La situación se precipitó entonces por eventos en San Petersburgo: el zar Nicolás II conoció que la «movilización parcial» era imposible técnicamente debido a la organización aún anacrónica del ejército imperial ruso, y sus jefes militares advirtieron que sólo era viable la movilización completa del ejército y la flota contra Austria-Hungría, consejo al cual se adhirió el ministro Sazónov, pues una vez iniciado el transporte y despliegue de tropas rusas hacia la frontera sería imposible detenerlo en menos de 48 horas. Así, en la tarde del jueves 30 de julio Nicolás II ordenó la movilización total de las fuerzas armadas rusas (aunque ello tendría efectos desde el día siguiente, en la mañana del viernes 31). Al conocerse en Berlín los rumores de la movilización bélica rusa mediante la embajada alemana en San Petersburgo, los altos jefes del Reichsheer y la Kaiserliche Marine demandaron que Alemania declare la guerra a Rusia, entendiendo que «no cabía esperar a 1917» para ello, pues sería preciso para Alemania derrotar a las tropas rusas antes que completen su plan de rearme en unos pocos años. 
De hecho, el carácter parcial o total de las movilizaciones tenía gran importancia en esos años pues implicaba el traslado y despliegue de varios miles de soldados con sus respectivos equipamientos, saliendo de sus guarniciones en un día determinado, cubriendo largas distancias de viaje, y asumiendo posiciones de combate apenas llegaban a su destino. Un país con una red amplia y eficaz de ferrocarriles, y dotada de planes de ataque y defensa ya bien estructurados, tenía obvia ventaja sobre los demás: en tal sentido una movilización militar de Rusia sería forzosamente más lenta que la de Alemania debido a las mayores distancias a cubrir entre las guarniciones y las fronteras, la relativa escasez de trenes en Rusia para un país tan extenso y poblado, y la enorme masa de hombres que debía ser movilizados en breve plazo; si ante este escenario Alemania movilizaba tropas inmediatamente después que Rusia, tenía una valiosa ventaja: los soldados alemanes podían llegar en mayor cantidad (y en menos tiempo) que los soldados rusos a la línea del frente en las fronteras.
Cediendo a las presiones de Moltke y Falkenhayn, Bethmann-Hollweg aceptó en la noche del jueves 30 que Alemania emitiría una orden de movilización militar al mediodía del viernes 31 de julio, sin importar ya las decisiones finales que tome la corte rusa. Cuando a las 9 horas del mismo viernes se supo en Berlín el contenido completo de la movilización militar rusa, Bethmann-Hollweg y von Jagow mostraron alivio pues con ello «Rusia aparecería como culpable del conflicto», lo cual impediría que los sindicatos socialdemócratas alemanes se opusieran a la entrada en guerra. De inmediato von Jagow envió un mensaje a Viena pidiendo a Berchtold que se suspenda todo acercamiento diplomático a Rusia. Seguidamente, el Imperio alemán remitió un ultimátum diplomático al Imperio Ruso exigiendo que éste detenga en el plazo de 24 horas su movilización militar contra Austria-Hungría o Alemania le declararía la guerra en caso contrario, aun sabiendo Bethmann-Hollweg que a estas alturas los mandos militares rusos no podrían parar ya su despliegue de tropas con tantos miles de soldados ya en marcha hacia el oeste.
Posteriormente, el ministro alemán Gottlieb von Jagow transmitió a Viena las conclusiones de Guillermo II acomodando una aprobación por parte del káiser, omitiendo deliberadamente sus intenciones de detener la guerra. El mismo día 31, el embajador alemán en París entregaba un ultimátum al gobierno de Francia pidiendo que ésta actúe para detener la movilización militar de Rusia, o de lo contrario Alemania declararía la guerra a Francia. El presidente René Viviani y el primer ministro Raymond Poincaré acababan de volver a sus despachos tras su viaje oficial a San Petersburgo y desconocían la movilización rusa. Tal como esperaban los alemanes, al mediodía del sábado 1 de agosto no hubo respuesta rusa al ultimátum y por tanto Alemania anunció la movilización general del ejército y se declaró la guerra a Rusia.

## La guerra se generaliza: 1 de agosto
El mismo sábado 1 de agosto, Gran Bretaña ofreció a Alemania interceder para obtener la neutralidad francesa, lo cual en principio fue aceptado por Guillermo II, pero Bethmann-Hollweg emitió en la misma fecha otro ultimátum a Francia, esta vez reclamando a los franceses que abandonen su alianza con Rusia en el plazo de 24 horas. Ante tal petición, y previendo un firme rechazo francés, Gran Bretaña aseguró a Francia su ayuda ante un ataque alemán, mientras que los generales Moltke y Falkenhayn daban las órdenes para desplazar tropas del Reichsheer hacia la frontera con Bélgica con el fin de atacar Francia desde allí; el Gobierno de Raymond Poincaré ordena entonces la movilización francesa (con efectos desde el día domingo 2 de agosto), ante reportes de avances del Reichsheer alemán hacia Luxemburgo y Bélgica. En la noche del sábado 1 de agosto, tropas alemanas invadían Luxemburgo sin hallar resistencia, y al día siguiente terminaban de ocupar el pequeño país.
Al día siguiente, domingo 2 de agosto el Gobierno alemán pedía a Bélgica que permita el tránsito de tropas alemanas en dirección a Francia, petición a lo cual se negó personalmente el monarca belga Alberto I en tanto Alemania era una de las grandes potencias (junto a Gran Bretaña y Francia) que desde el Tratado de 1839 garantizaban precisamente la neutralidad de Bélgica, rechazando el monarca belga que su pequeño país quedara implicado en una nueva contienda franco-alemana. Mientras tanto, el ultimátum germano del día anterior no había obtenido respuesta alguna del gobierno francés, y Alemania declaró la guerra a Francia en la mañana del lunes 3 de agosto, mientras en la mañana del día martes 4, Alemania declaraba la guerra a Bélgica y la invadía. 
Cuando esta última noticia se conoció en Londres antes del mediodía del 4 de agosto, de inmediato el Parlamento británico convocó sesión por cuanto la actitud alemana ante los belgas implicaba que el Imperio alemán estaba dispuesto a entrar en una guerra contra Gran Bretaña. La respuesta del ministro Grey y del primer ministro Asquith fue instruir al embajador Edward Groschen (aún destacado en Berlín) para transmitir un ultimátum a Bethmann-Hollweg en la misma tarde del 4 de agosto requiriendo que Alemania respete la neutralidad belga y ponga fin a su invasión dando plazo hasta la medianoche de ese día (23 horas en Londres), asumiendo que el ataque alemán contra Francia podía implicar de modo colateral a Gran Bretaña en la guerra, pero que una invasión germana contra Bélgica hacía ya inevitable que los británicos entrasen en la lucha. Una entrevista entre Groschen y Bethmann-Hollweg a las 19 horas del martes 4 concluyó en una negativa alemana al pedido británico y de inmediato Groschen telegrafió a Londres sobre lo sucedido, pero sus mensajes no fueron transmitidos por el servicio telegráfico alemán.
La respuesta alemana nunca llegó y a las 23 horas del mismo 4 de agosto, la Cámara de los Comunes británica declaró la guerra a Alemania con motivo de la invasión de Bélgica. Cuando el ministro Edward Grey, aún despierto en su despacho, supo lo ocurrido, hizo notar a sus asistentes que a esa misma hora se apagaban las luces del barrio gubernamental de Whitehall en Londres y declaró: 

Las lámparas también se apagan en este momento en toda Europa. No las veremos encendidas de nuevo en el resto de nuestra vida.